# Sherbet

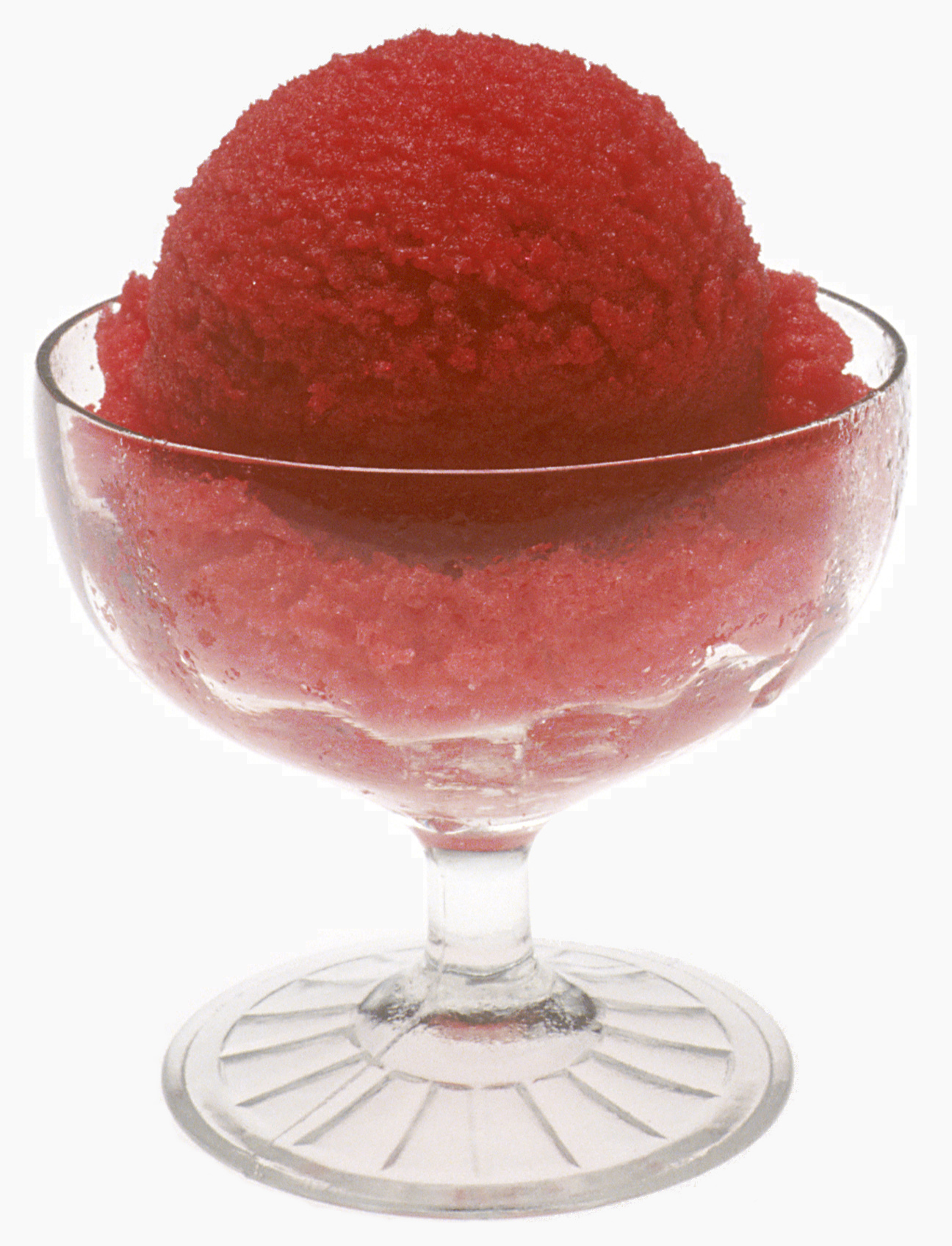
Sherbet av hallon

Sherbet  (av persiska شربت, sharbat/šarbat) är antingen en kall dryck eller en typ av glass.

## Historia och utveckling

### Bakgrund
Som dryck är sherbet en kall dryck gjord på sockerlag med tillägg av antingen örter, blomblad eller fruktjuice. Ordets etymologi kan komma från arabiska, شَرَبَات (šarabāt) 'att dricka'. Arabiskans ord šarāb betyder dryck, vin eller sorbet.
Från arabiskan och via persiskans sherbet kom den till shorbet (turkiska) i Osmanska riket. Den kalla drycken tog sig till Italien på 1600-talet, då britterna exporterade en pulverform som kunde blandas ut med vatten. Där började man frysa den, och resultatet fick namnet sorbetto som sedan blev sorbet i Frankrike men då inte inklusive en mjölkprodukt.

### Frusen efterrätt
Sherbet har även kommit att syfta till en kall dessert och typ av saftis. Den liknar sorbet och är gjord på fruktpuré och sockerlag, med skillnaden att man även tillsätter någon form av mjölkprodukt. 

## Varianter
Det finns idag flera varianter av både den kalla drycken samt frusen dessert i bland annat Turkiet, Indien och resterande mellanöstern och asien där man har sina lokala varianter.
Sherbet används också i engelskspråkiga länder där det kan syfta till allt från frusen dessert med mjölkprodukt i som inte är klassisk glass, till den kalla drycken, till olika sirapsliknande produkter som i sin tur blandas ut för att göra sharbat med, en form av saft. Det används även som namn på ett brusande pulver gjort på natriumvätekarbonat, socker och smaktillsatser för att blandas ut till en saft eller doppa sockerklubbor i för att få en brusande effekt på tungan. Den har även många andra betydelser i Brittiska samväldet.